# Diablik
Diablik (niem. Teufelsgraben, Höllen Graben) – struga na ziemi prudnickiej, w południowo-zachodniej Polsce, w województwie opolskim, powiecie prudnickim, gminie Biała. Dopływ Brodni.

## Nazwa
W dokumentach historycznych nazwa strugi wzmiankowana była w języku niemieckim jako Teufelsgraben (1828) i Höllen-Gr. (1883). Nazwa Teufelsgraben utworzona została ze słów Teufel (diabeł) oraz Graben (rów). Słowo Hölle oznacza piekło, czeluść. Nazwa niemiecka mogła zostać utworzona poprzez tłumaczenie wcześniejszej słowiańskiej nazwy. Może też być związana z procesem wytwarzania smoły we wsi Smolarnia w pobliżu cieku.
Obecna nazwa strugi – Diablik – została administracyjnie zatwierdzona 1 czerwca 1951. „Słownik gwar polskich” opisuje słowo diablik: „pieszczotliwe, zdrobnienie od diabeł «zły duch, złośliwy duszek; diabełek»”.

## Przebieg
Źródło strugi położone jest w Borach Niemodlińskich. Biegnie na południowy wschód, w okolicy Jeleniego Dworu oraz Chrzelic, a następnie wpływa do strugi Brodnia w okolicy Śródlesia.